# Florin Manole
Petre-Florin Manole (ur. 6 października 1983 w Slobozii) – rumuński polityk narodowości romskiej, deputowany, od 2025 minister pracy, rodziny, młodzieży i solidarności społecznej.

## Życiorys
W 2010 ukończył studia licencjackie z zakresu historii na Uniwersytecie Bukareszteńskim. Pracował w organizacjach pozarządowych działających na rzecz Romów. Przez kilka lat był zatrudniony w INSHR „Elie Wiesel”, publicznym instytucie zajmującym się badaniami nad Holocaustem w Rumunii.
Działacz Partii Socjaldemokratycznej. Był radnym Sektora 5 w Bukareszcie (2012–2015) i doradcą ministra delegowanego ds. dialogu społecznego (2012–2013). Wchodził w skład zarządu CNCD, krajowego organu ds. przeciwdziałania dyskryminacji (2015–2016). W latach 2016–2020 po raz pierwszy sprawował mandat posła do Izby Deputowanych. Później pracował jako konsultant w Banku Światowym i jako doradca w swojej partii. Od stycznia 2022 do grudnia 2023 pełnił funkcję sekretarza stanu przy jednym z wicepremierów. W 2023 powrócił do niższej izby parlamentu, obejmując zwolniony mandat poselski. Utrzymał go na kolejną kadencję w wyborach w 2024.
W czerwcu 2025 został powołany na stanowisko ministra pracy, rodziny, młodzieży i solidarności społecznej w rządzie Ilie Bolojana.